# Рідо-Голл
45°26′38″ пн. ш. 75°41′08″ зх. д. / 45.4438° пн. ш. 75.6856° зх. д.
Рідо-Голл (англ. Rideau Hall) — офіційна резиденція Генерал-губернатора Канади в місті Оттаві.
Місцевість, де розташований Рідо-Голл у столиці Канади, є затишним респектабельним районом, забудованим переважно приватними маєтками.  
Площа маєтку становить 0,36 км². У головному будинку садиби площею 9 500 м² є 170 кімнат, маєток включає також 24 додаткових споруд.
Найбільша частина головного будинку відведена для державних справ, 500 м² під приватні покої, ще частину — для Канадської геральдичної служби, і нарешті головне місце — для роботи Генерал-губернатора.
У Рідо-Голлі відбуваються офіційні прийоми й відвідини високих іноземних гостей, глав закордонних делегації, в тому числі й голів держав, іноземних послів, високопосадовців, аудієнції з Генерал-губернатором.
Рідо-Голл також є традиційним місцем, де здійснюється вручення достойним громадянам національних нагород Канади, відбуваються інші урочистості державного значення, приведення до присяги на вірність народу Канади прем'єр-міністрів країни і членів уряду.  
У теперішній час Рідо-Голл є популярним туристичним об'єктом  — щороку його відвідують близько 200 тис. осіб.